# Витівці
Витівці — колишня лінійна вантажно-пасажирська залізнична станція, тепер — зупинний пункт Жмеринської дирекції залізничних перевезень Південно-Західної залізниці
Розташований на східній околиці сіл Сподахи та Ковалівка Немирівського району Вінницької області на одноколійній неелектрифікованій лінії Вінниця — Гайсин між станціями Вороновиця (10 км) та Немирів (7 км).
Каса відсутня. Квитки на приміські поїзди необхідно придбати у провідника-касира під час поїздки.
Станцію було відкрито 1974 року. Пасажирський рух був відсутній з 2013 по 2015 роки, тут ходили лише вантажні поїзди. Через станцію з 13.12. 2015 р. відновлено рух приміських поїздів.
З 05.10.2021 р. приміський поїзд Гайворон — Вінниця курсує у складі плацкартних вагонів (в режимі загальних) щодня. Вартість проїзду до Вінниці 15 грн., пенсіонерам — безкоштовно.